# Bandera de Baréin
La bandera de Baréin está formada por un paño rojo, con una franja vertical de color blanco en el lado del asta. El borde de esta franja, que separa ambos colores, tiene forma de sierra dentada de cinco puntas.
Las banderas más antiguas de Baréin de las que se tiene conocimiento eran simplemente rojas (el color tradicional de los estados del golfo Pérsico). Sin embargo, a lo largo del siglo XIX se añadió una franja blanca para indicar las treguas hechas con los países vecinos. La forma dentada del borde se agregó para distinguirla de las banderas de sus vecinos. Inicialmente tenía más puntas, pero fue modificada en 2002 para que fueran cinco, representando los cinco pilares del islam.
La bandera de Catar era originalmente idéntica a la de Baréin. Para evitar confusiones, se aprovechó el hecho de que el tinte rojo que se usaba para colorear la bandera se oscureciera debido al sol. Como resultado, la bandera de Catar ahora es granate. Además, las banderas difieren en su forma actual por las relaciones de aspecto utilizadas.

## Requisitos legales
Las banderas del Reino y su uso se recogen en el Real Decreto Ley n.º 4 de 2002:
- Artículo I: La bandera del Reino de Baréin es rectangular y está dividida en dos zonas, una roja y otra blanca.
- Artículo II: Su Majestad el Rey tiene su propia bandera, para la que está pendiente de publicarse un Real Decreto que determine su forma, dimensiones y uso.
- Artículo III: La bandera del Reino de Baréin se exhibirá en la Corte Real, los palacios, los edificios gubernamentales, las instituciones públicas, las embajadas, las misiones de Baréin en el extranjero y en los barcos de Baréin.
- Artículo IV: Todo buque no bareiní que entre en las aguas territoriales del Reino de Baréin deberá enarbolar y exhibir la bandera del Reino hasta que abandone las aguas territoriales del Reino.
- Artículo V: La bandera debe desplegarse en los edificios gubernamentales e instalaciones públicas en días festivos y ocasiones especiales desde el amanecer hasta el atardecer.
- Artículo VI: La bandera del Reino de Baréin no se exhibirá en vehículos, excepto en vehículos oficiales para fines de protocolo.
- Artículo VII: En caso de duelo nacional, la bandera se izará a media asta.
- Artículo VIII: La bandera del Reino de Baréin no puede utilizarse con fines comerciales.
- Artículo IX: Cualquier otro uso no especificado en esta ley puede resultar en una pena de hasta un mes de prisión y una multa de hasta 100 dinares de Baréin.
- Artículo X: El primer ministro debe publicar el contenido del decreto sobre las disposiciones de la bandera.
- Artículo XI: El primer ministro debe hacer cumplir las disposiciones de esta ley, que entrarán en vigor a partir de su publicación en el diario oficial.

## Banderas históricas
Las banderas más antiguas de Baréin eran rojas. En 1820 se agregó la franja blanca para representar la tregua entre Baréin y sus vecinos; según otras fuentes, a instancias de la Royal Navy para evitar confusiones con las banderas piratas entonces rojas en el Mar Arábigo. El artículo III del Tratado General entre Inglaterra y algunos Estados del Golfo disponía que "los árabes amigos en tierra y mar enarbolarán una bandera roja, con o sin letras, y con un borde blanco". Los triángulos se agregaron más tarde para distinguir la bandera de las de sus vecinos (comparar: Bandera de los Emiratos Árabes Unidos). Originalmente, la bandera tenía más de cinco puntas. El 19 de agosto de 1972 se redujo por primera vez el número de puntas. Hay diferentes especificaciones para la relación de aspecto de 3:4 y 3:5. Además, en ese momento también había una bandera sin puntas como segunda versión en uso. El 17 de febrero de 2002, se introdujo la forma actual marginalmente modificada.

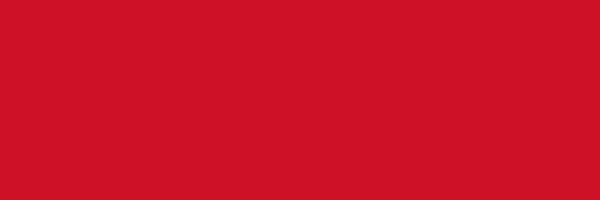
Bandera usada hasta 1820
Bandera usada de 1820 a 1932
Bandera usada de 1932 a 1972
Bandera de Baréin de 1972 a 2002

## Bandera del rey

Estandarte real

El emir de Baréin usó una bandera desde 1932, en la que se agregó una franja blanca estrecha a la bandera del país en la parte superior e inferior. Los cambios en el número de puntas y la relación de aspecto también se implementaron en la bandera del emir, también en 2002 cuando Baréin se convirtió en reino. Además, la bandera ahora lleva una corona dorada en el asta.

## Banderas similares

Bandera de Catar